# Советская улица (Гродно)
Сове́тская улица (белор. Савецкая вуліца, раньше Виленская, Соборная, Доминиканская, Hildenburg (Tannenberg) str.) — одна из самых старых улиц в историческом центре города Гродно. Протяженность около 500 метров от Площади Советской до улицы Элизы Ожешко. 
Улица является полоностью пешеходной, там находятся многочисленные административные, торговые, культурные и развлекательные заведения. Улица имеет большую историческую ценность, и, за некоторым исключением, сохранилась почти вся застройка XIX — начало XX века. На улице жили и работали многие участники восстаний 1830—1831 и 1863—1864 годов.